# Thunderbirds 2086
Thunderbirds 2086 är en japansk animeserie från 1982. Serien är inspirerad av serien Thunderbirds. Den utspelar sig 20 år efter ursprungsserien, och internationella räddningskåren är nu en stor, FN-stödd organisation. Det gjordes 24 avsnitt av serien.
Den är enligt många inte en del av Thunderbirds-serien, eftersom Gerry och Sylvia Anderson (seriens originalskapare) inte var involverade i denna.